# Масонский запон
Масонский запон (фартук) — один из самых главных символов в масонстве, а также ритуальный предмет и атрибут масонских регалий. Изначально это фартук строителя (вольного каменщика) — крайне незатейливый и лишённый всяческих украшений. Позже был заменён на белую овечью шкуру (белый кожаный фартук), каковым и является в наше время. Каждый посвящённый в масоны получает белый фартук, который он должен носить в ложе.

## История
Старейший масонский запон хранится в ложе «Мелроуз», он состоит из фиксированных линий.
Так как набедренную повязку изначально использовали для защиты каменщиков во время работы на стройплощадке, то запон изготавливался из толстой кожи. Длина запона доходила вплоть до лодыжки каменщика. Также на запоне имелся клапан с кнопкой и отверстием, для крепления к одежде. Когда ученик становился подмастерьем, то клапан запона опускался на запон и был закреплён как у мастера. Положение клапана по-прежнему используется в качестве знака различия в ложе.

## Варианты запонов
Во многих масонских уставах масонский фартук полностью белый. Белый цвет фартука и перчаток указывает на высокий этический стандарт, которому масон следует в отношении себя и своих действий.
В других уставах масонский фартук только в степени ученика белый. В степенях выше запоны могут отличаться отделкой, имеют различные цветные окантовки, украшения, знаки. Изначально, члены ложи хотели улучшить свои запоны и придать им вид отличный от простого запона каменщика. В 1731 году первый известный дресс-код запонов ввёл английский учёный Джон Теофил Дезагюлье (1683—1744). В европейских масонских ложах фартуки часто украшены голубой каймой и снабжены тремя розетками, которые указывают на то, что масон находится в степени мастера.

## Галерея

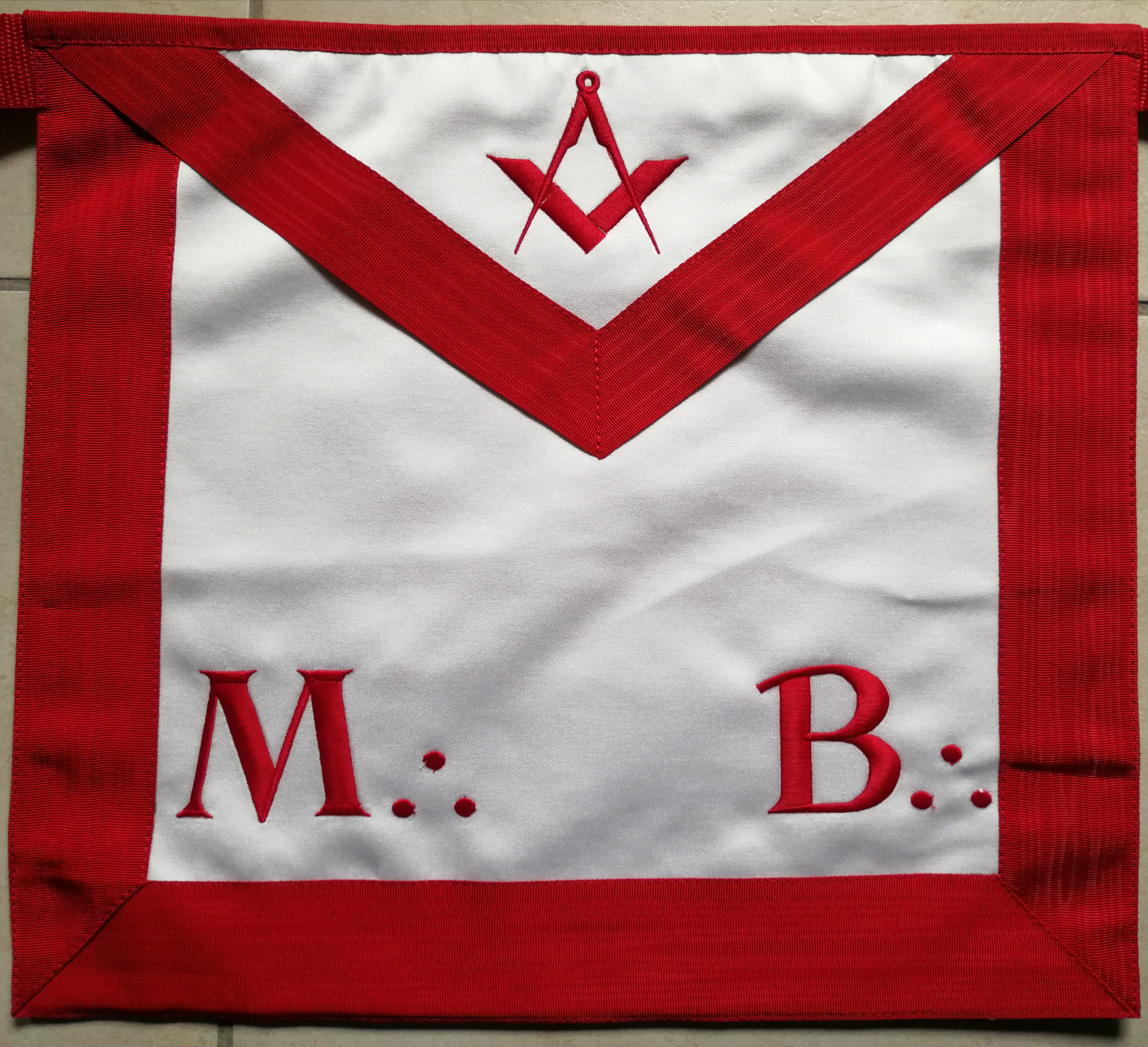
Древний и принятый шотландский устав
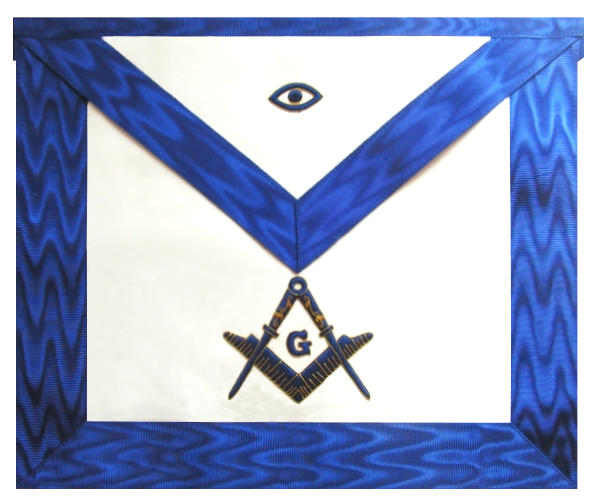
Йоркский устав
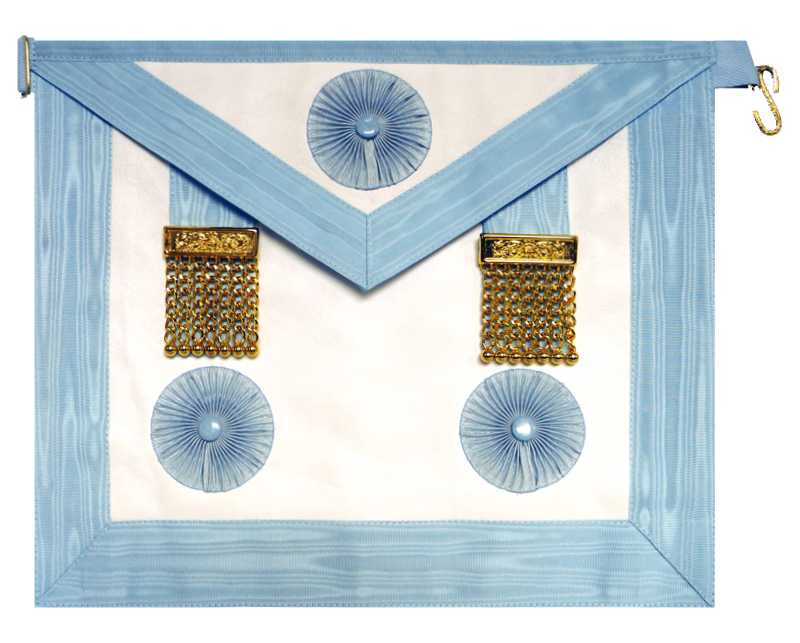
Исправленный шотландский устав
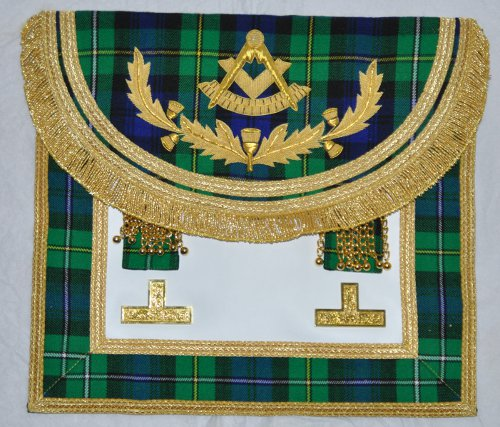
Стандартный шотландский ритуал
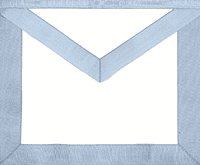
Ритуал Шрёдера
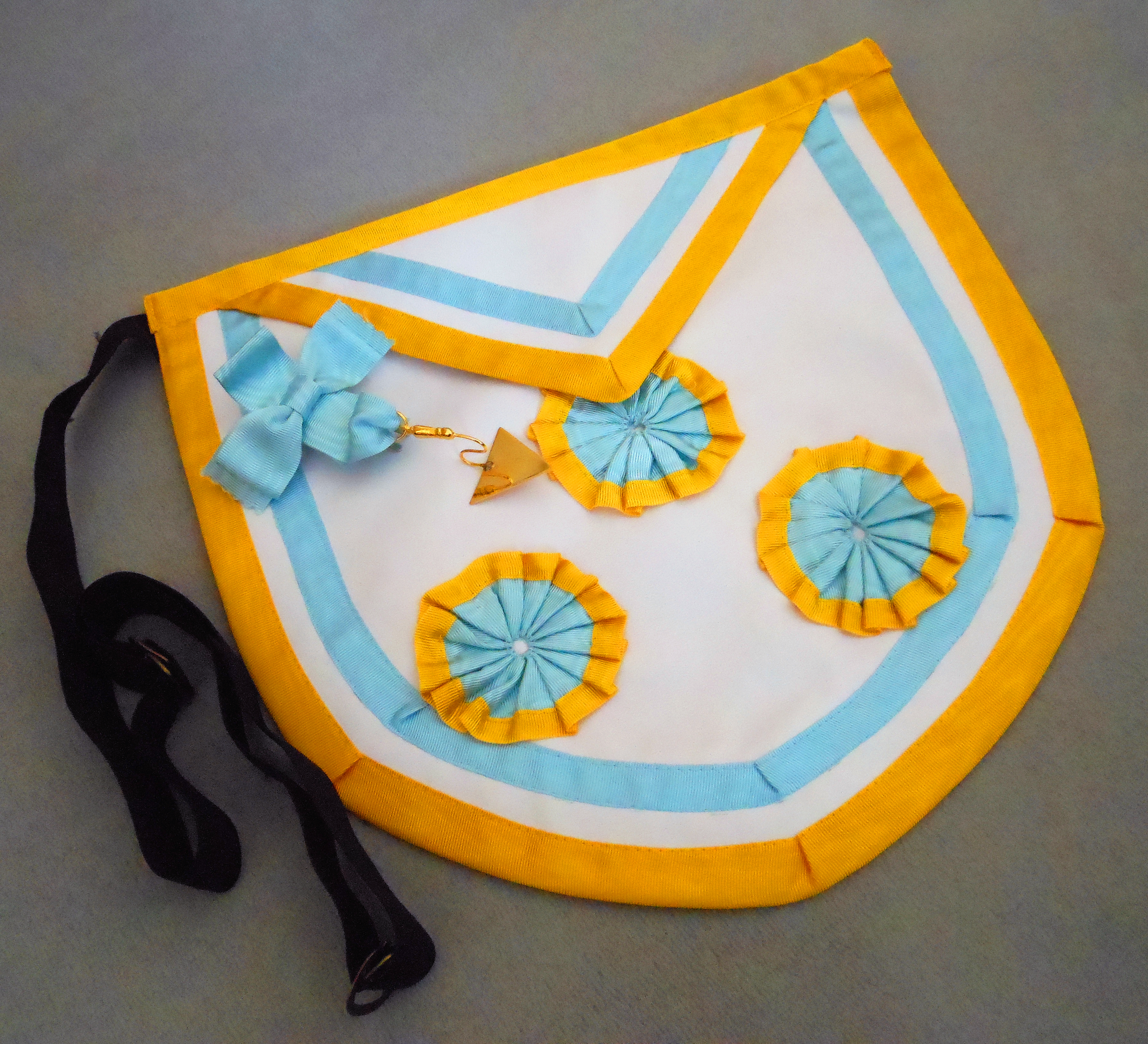
Шведский устав
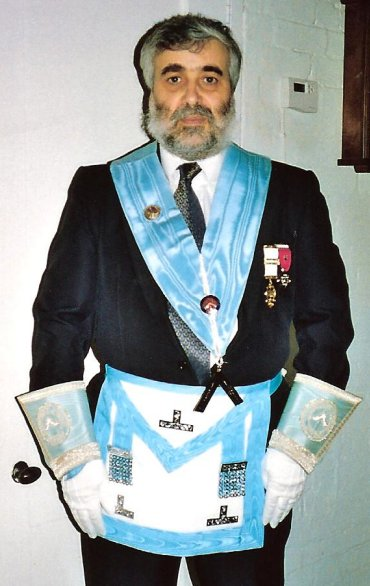
Запон и лента досточтимого мастера
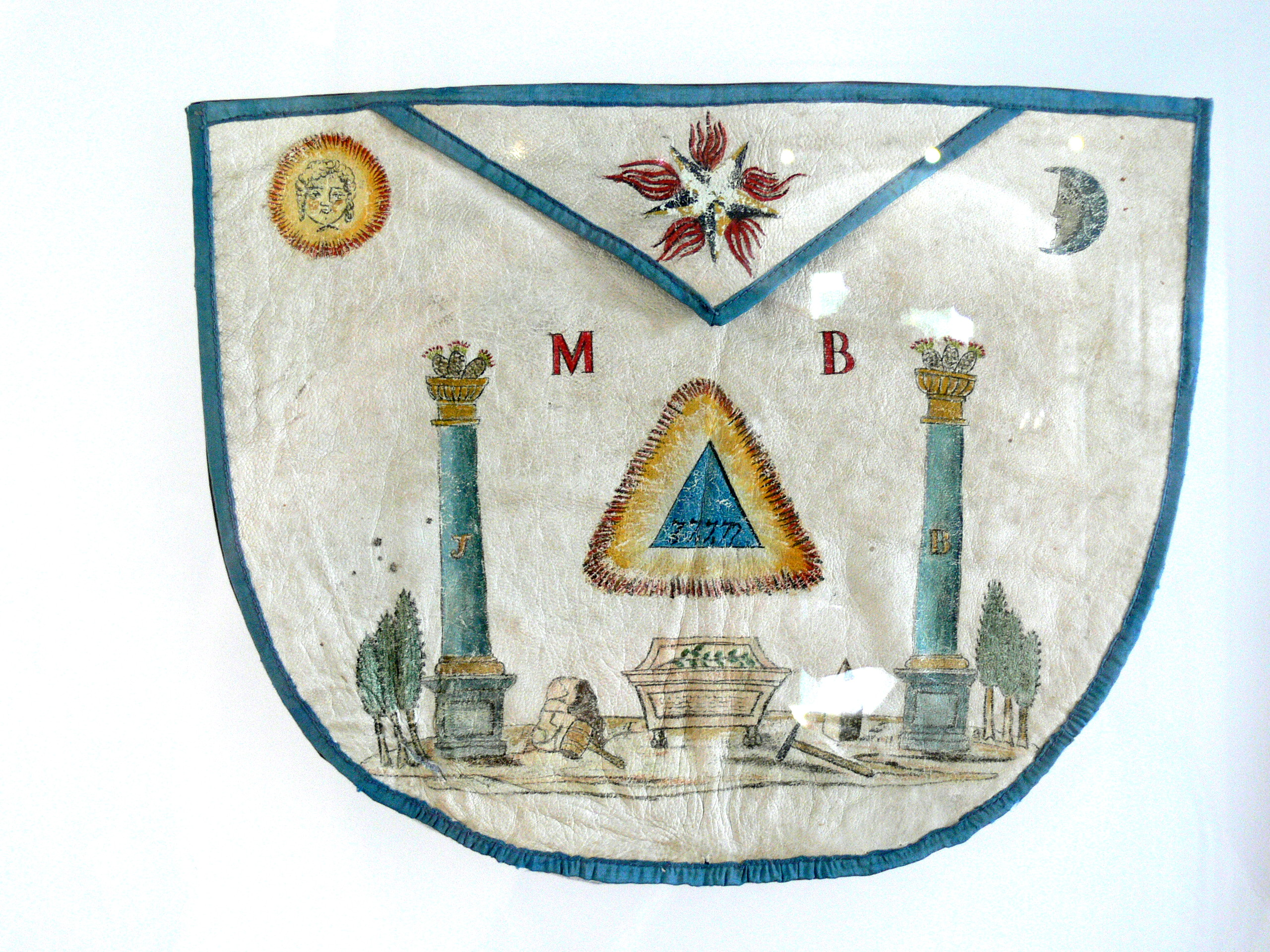
Старинный запон Французского устава